# Bake Off Italia - Dolci in forno (seconda edizione)
La seconda edizione di Bake Off Italia - Dolci in forno, come la prima edizione, è stata girata presso Villa Arconati, chiamata anche con il nome di Castellazzo, una delle ville storiche del Parco delle Groane, situata a Bollate, nella frazione di Castellazzo di Bollate. Il programma è prodotto da Magnolia. È in onda a partire dal 5 settembre 2014. La vincitrice della seconda edizione del programma è stata Roberta Liso, la quale, come premio del programma, avrà la possibilità di creare un libro di ricette e di pubblicarlo.
Il programma è presentato da Benedetta Parodi ed ha come giudici Ernst Knam e Clelia d'Onofrio. Il vincitore, come nella prima edizione, avrà la possibilità di pubblicare il suo primo libro di ricette.

## Concorrenti
|     | Concorrente          | Età | Occupazione                             | Città                  | Posizione            |
| --- | -------------------- | --- | --------------------------------------- | ---------------------- | -------------------- |
| 1ª  | Roberta Liso         | 22  | Studentessa in scienze infermieristiche | Foggia                 | Vincitrice           |
| 2ª  | Stephanie Keusch     | 35  | Insegnante di inglese                   | Asolo (TV)             | Seconda classificata |
| 3°  | Federico Prodon      | 41  | Broker assicurativo                     | Roma                   | Terzo classificato   |
| 4°  | Antonio Crispino     | 32  | Tecnico informatico                     | Napoli                 | Eliminato            |
| 5ª  | Alice Balossi        | 28  | Impiegata assicurativa                  | Milano                 | Eliminata            |
| 6º  | Enrica Lacaria       | 72  | Pensionata                              | Torino                 | Eliminata            |
| 6º  | Erika Modica         | 25  | Pensionata                              | Milano                 | Eliminata            |
| 7ª  | Maria Chiara Bruno   | 21  | Disoccupata per scelta                  | Reggio Calabria        | Eliminata            |
| 8°  | Claudio Dalla Bà     | 53  | Responsabile commerciale                | Mantova                | Eliminato            |
| 9°  | Giacomo Spaziani     | 26  | Tecnico audioprotesista                 | San Felice Circeo (LT) | Eliminato            |
| 10° | Alfredo Gaeta        | 15  | Studente                                | Lanciano (CH)          | Eliminato            |
| 11ª | Mimma Bruccoleri     | 67  | Casalinga, ex imprenditrice di moda     | Trieste                | Eliminata            |
| 12° | Stefano Grassi       | 44  | Bancario                                | Monza                  | Eliminato            |
| 13ª | Annamaria Bevilacqua | 23  | Studentessa in economia                 | Battipaglia (SA)       | Eliminata            |
| 14° | Sergio Margonari     | 38  | Consulente commerciale                  | Milano                 | Eliminato            |
| 15° | Riccardo Cena        | 21  | Studente                                | Milano                 | Eliminato            |

## Tabella eliminazioni
| 1  | Federico    | Roberta     | Alfredo     | Federico    | Stephanie   | Mariachiara | Stephanie   | Antonio     | Roberta   | Stephanie | Stephanie | Roberta   | Roberta   |  |  |  |  |  |  |  |  |  |  |  |  |  |  |  |  |  |  |  |  |  |  |  |  |  |  |  |  |  |  |  |  |  |  |  |  |  |  |  |  |  |  |  |  |  |  |  |  |  |  |  |  |  |  |  |  |  |  |  |  |  |  |  |  |  |  |  |  |  |  |  |  |  |  |  |  |  |  |  |  |  |  |  |  |  |  |  |  |  |  |  |  |  |  |  |  |  |  |  |  |  |  |  |  |  |  |  |  |  |  |  |  |  |  |  |  |  |  |  |
| 2  | Roberta     | Mariachiara | Antonio     | Antonio     | Federico    | Enrica      | Alice       | Federico    | Federico  | Antonio   | Roberta   | Stephanie | Stephanie |  |  |  |  |  |  |  |  |  |  |  |  |  |  |  |  |  |  |  |  |  |  |  |  |  |  |  |  |  |  |  |  |  |  |  |  |  |  |  |  |  |  |  |  |  |  |  |  |  |  |  |  |  |  |  |  |  |  |  |  |  |  |  |  |  |  |  |  |  |  |  |  |  |  |  |  |  |  |  |  |  |  |  |  |  |  |  |  |  |  |  |  |  |  |  |  |  |  |  |  |  |  |  |  |  |  |  |  |  |  |  |  |  |  |  |  |  |  |  |
| 3  | Antonio     | Alice       | Mimma       | Stephanie   | Giacomo     | Federico    | Erika       | Stephanie   | Antonio   | Roberta   | Federico  | Federico  |           |  |  |  |  |  |  |  |  |  |  |  |  |  |  |  |  |  |  |  |  |  |  |  |  |  |  |  |  |  |  |  |  |  |  |  |  |  |  |  |  |  |  |  |  |  |  |  |  |  |  |  |  |  |  |  |  |  |  |  |  |  |  |  |  |  |  |  |  |  |  |  |  |  |  |  |  |  |  |  |  |  |  |  |  |  |  |  |  |  |  |  |  |  |  |  |  |  |  |  |  |  |  |  |  |  |  |  |  |  |  |  |  |  |  |  |  |  |  |  |
| 4  | Alice       | Antonio     | Erika       | Giacomo     | Claudio     | Erika       | Roberta     | Enrica      | Stephanie | Federico  | Antonio   |           |           |  |  |  |  |  |  |  |  |  |  |  |  |  |  |  |  |  |  |  |  |  |  |  |  |  |  |  |  |  |  |  |  |  |  |  |  |  |  |  |  |  |  |  |  |  |  |  |  |  |  |  |  |  |  |  |  |  |  |  |  |  |  |  |  |  |  |  |  |  |  |  |  |  |  |  |  |  |  |  |  |  |  |  |  |  |  |  |  |  |  |  |  |  |  |  |  |  |  |  |  |  |  |  |  |  |  |  |  |  |  |  |  |  |  |  |  |  |  |  |
| 5  | Erika       | Federico    | Alice       | Alfredo     | Enrica      | Roberta     | Antonio     | Erika       | Alice     | Alice     |           |           |           |  |  |  |  |  |  |  |  |  |  |  |  |  |  |  |  |  |  |  |  |  |  |  |  |  |  |  |  |  |  |  |  |  |  |  |  |  |  |  |  |  |  |  |  |  |  |  |  |  |  |  |  |  |  |  |  |  |  |  |  |  |  |  |  |  |  |  |  |  |  |  |  |  |  |  |  |  |  |  |  |  |  |  |  |  |  |  |  |  |  |  |  |  |  |  |  |  |  |  |  |  |  |  |  |  |  |  |  |  |  |  |  |  |  |  |  |  |  |  |
| 6  | Claudio     | Mimma       | Stephanie   | Alice       | Antonio     | Stephanie   | Federico    | Roberta     | Erika     |           |           |           |           |  |  |  |  |  |  |  |  |  |  |  |  |  |  |  |  |  |  |  |  |  |  |  |  |  |  |  |  |  |  |  |  |  |  |  |  |  |  |  |  |  |  |  |  |  |  |  |  |  |  |  |  |  |  |  |  |  |  |  |  |  |  |  |  |  |  |  |  |  |  |  |  |  |  |  |  |  |  |  |  |  |  |  |  |  |  |  |  |  |  |  |  |  |  |  |  |  |  |  |  |  |  |  |  |  |  |  |  |  |  |  |  |  |  |  |  |  |  |  |
| 7  | Mariachiara | Stephanie   | Enrica      | Roberta     | Alice       | Claudio     | Mariachiara | Alice       | Enrica    |           |           |           |           |  |  |  |  |  |  |  |  |  |  |  |  |  |  |  |  |  |  |  |  |  |  |  |  |  |  |  |  |  |  |  |  |  |  |  |  |  |  |  |  |  |  |  |  |  |  |  |  |  |  |  |  |  |  |  |  |  |  |  |  |  |  |  |  |  |  |  |  |  |  |  |  |  |  |  |  |  |  |  |  |  |  |  |  |  |  |  |  |  |  |  |  |  |  |  |  |  |  |  |  |  |  |  |  |  |  |  |  |  |  |  |  |  |  |  |  |  |  |  |
| 8  | Alfredo     | Stefano     | Mariachiara | Claudio     | Roberta     | Alice       | Enrica      | Mariachiara |           |           |           |           |           |  |  |  |  |  |  |  |  |  |  |  |  |  |  |  |  |  |  |  |  |  |  |  |  |  |  |  |  |  |  |  |  |  |  |  |  |  |  |  |  |  |  |  |  |  |  |  |  |  |  |  |  |  |  |  |  |  |  |  |  |  |  |  |  |  |  |  |  |  |  |  |  |  |  |  |  |  |  |  |  |  |  |  |  |  |  |  |  |  |  |  |  |  |  |  |  |  |  |  |  |  |  |  |  |  |  |  |  |  |  |  |  |  |  |  |  |  |  |  |
| 9  | Giacomo     | Alfredo     | Roberta     | Erika       | Mariachiara | Antonio     | Claudio     |             |           |           |           |           |           |  |  |  |  |  |  |  |  |  |  |  |  |  |  |  |  |  |  |  |  |  |  |  |  |  |  |  |  |  |  |  |  |  |  |  |  |  |  |  |  |  |  |  |  |  |  |  |  |  |  |  |  |  |  |  |  |  |  |  |  |  |  |  |  |  |  |  |  |  |  |  |  |  |  |  |  |  |  |  |  |  |  |  |  |  |  |  |  |  |  |  |  |  |  |  |  |  |  |  |  |  |  |  |  |  |  |  |  |  |  |  |  |  |  |  |  |  |  |  |
| 10 | Sergio      | Claudio     | Federico    | Enrica      | Erika       | Giacomo     |             |             |           |           |           |           |           |  |  |  |  |  |  |  |  |  |  |  |  |  |  |  |  |  |  |  |  |  |  |  |  |  |  |  |  |  |  |  |  |  |  |  |  |  |  |  |  |  |  |  |  |  |  |  |  |  |  |  |  |  |  |  |  |  |  |  |  |  |  |  |  |  |  |  |  |  |  |  |  |  |  |  |  |  |  |  |  |  |  |  |  |  |  |  |  |  |  |  |  |  |  |  |  |  |  |  |  |  |  |  |  |  |  |  |  |  |  |  |  |  |  |  |  |  |  |  |
| 11 | Stephanie   | Annamaria   | Claudio     | Mariachiara | Alfredo     |             |             |             |           |           |           |           |           |  |  |  |  |  |  |  |  |  |  |  |  |  |  |  |  |  |  |  |  |  |  |  |  |  |  |  |  |  |  |  |  |  |  |  |  |  |  |  |  |  |  |  |  |  |  |  |  |  |  |  |  |  |  |  |  |  |  |  |  |  |  |  |  |  |  |  |  |  |  |  |  |  |  |  |  |  |  |  |  |  |  |  |  |  |  |  |  |  |  |  |  |  |  |  |  |  |  |  |  |  |  |  |  |  |  |  |  |  |  |  |  |  |  |  |  |  |  |  |
| 12 | Annamaria   | Erika       | Giacomo     | Mimma       |             |             |             |             |           |           |           |           |           |  |  |  |  |  |  |  |  |  |  |  |  |  |  |  |  |  |  |  |  |  |  |  |  |  |  |  |  |  |  |  |  |  |  |  |  |  |  |  |  |  |  |  |  |  |  |  |  |  |  |  |  |  |  |  |  |  |  |  |  |  |  |  |  |  |  |  |  |  |  |  |  |  |  |  |  |  |  |  |  |  |  |  |  |  |  |  |  |  |  |  |  |  |  |  |  |  |  |  |  |  |  |  |  |  |  |  |  |  |  |  |  |  |  |  |  |  |  |  |
| 13 | Stefano     | Enrica      | Stefano     |             |             |             |             |             |           |           |           |           |           |  |  |  |  |  |  |  |  |  |  |  |  |  |  |  |  |  |  |  |  |  |  |  |  |  |  |  |  |  |  |  |  |  |  |  |  |  |  |  |  |  |  |  |  |  |  |  |  |  |  |  |  |  |  |  |  |  |  |  |  |  |  |  |  |  |  |  |  |  |  |  |  |  |  |  |  |  |  |  |  |  |  |  |  |  |  |  |  |  |  |  |  |  |  |  |  |  |  |  |  |  |  |  |  |  |  |  |  |  |  |  |  |  |  |  |  |  |  |  |
| 14 | Mimma       | Giacomo     | Annamaria   |             |             |             |             |             |           |           |           |           |           |  |  |  |  |  |  |  |  |  |  |  |  |  |  |  |  |  |  |  |  |  |  |  |  |  |  |  |  |  |  |  |  |  |  |  |  |  |  |  |  |  |  |  |  |  |  |  |  |  |  |  |  |  |  |  |  |  |  |  |  |  |  |  |  |  |  |  |  |  |  |  |  |  |  |  |  |  |  |  |  |  |  |  |  |  |  |  |  |  |  |  |  |  |  |  |  |  |  |  |  |  |  |  |  |  |  |  |  |  |  |  |  |  |  |  |  |  |  |  |
| 15 | Enrica      | Sergio      |             |             |             |             |             |             |           |           |           |           |           |  |  |  |  |  |  |  |  |  |  |  |  |  |  |  |  |  |  |  |  |  |  |  |  |  |  |  |  |  |  |  |  |  |  |  |  |  |  |  |  |  |  |  |  |  |  |  |  |  |  |  |  |  |  |  |  |  |  |  |  |  |  |  |  |  |  |  |  |  |  |  |  |  |  |  |  |  |  |  |  |  |  |  |  |  |  |  |  |  |  |  |  |  |  |  |  |  |  |  |  |  |  |  |  |  |  |  |  |  |  |  |  |  |  |  |  |  |  |  |
| 16 | Riccardo    |             |             |             |             |             |             |             |           |           |           |           |           |  |  |  |  |  |  |  |  |  |  |  |  |  |  |  |  |  |  |  |  |  |  |  |  |  |  |  |  |  |  |  |  |  |  |  |  |  |  |  |  |  |  |  |  |  |  |  |  |  |  |  |  |  |  |  |  |  |  |  |  |  |  |  |  |  |  |  |  |  |  |  |  |  |  |  |  |  |  |  |  |  |  |  |  |  |  |  |  |  |  |  |  |  |  |  |  |  |  |  |  |  |  |  |  |  |  |  |  |  |  |  |  |  |  |  |  |  |  |  |

Legenda:
     Il concorrente ha vinto la gara
     Il concorrente si è classificato secondo
     Il concorrente si è classificato terzo
     Il concorrente ha vinto la puntata ed ha diritto ad indossare il "grembiule blu"
     Il concorrente ha vinto la puntata ed anche la prova tecnica
     Il concorrente ha vinto la prova tecnica ed è salvo
     Il concorrente è salvo ed accede alla puntata successiva (l'ordine di chiamata è casuale)
     Il concorrente figura tra gli ultimi 2/3 ed è a rischio eliminazione
     Il concorrente è stato eliminato al termine della prova creativa
     Il concorrente è stato eliminato
     Il concorrente accede alla finalissima
| ...................... | 1         | 2            | 3         | 4         | 5         | 6         | 7         | 8         | 9         | 10        | Semifinale | Finale     | Grembiuli blu vinti |
| Prova Tecnica          | Roberta   | Maria Chiara | Antonio   | Federico  | Federico  | Enrica    | Alice     | Federico  | Federico  | Stephanie | Stephanie  | N.D.       | Grembiuli blu vinti |
| Roberta                | SALVA     | PRIMA        | SALVA     | SALVA     | SALVA     | SALVA     | SALVA     | ULTIMI 3  | PRIMA     | SALVA     | SALVA      | VINCITRICE | 2                   |
| Stephanie              | SALVA     | SALVA        | SALVA     | SALVA     | PRIMA     | SALVA     | PRIMA     | SALVA     | SALVA     | PRIMA     | PRIMA      | SECONDA    | 4                   |
| Federico               | PRIMO     | SALVO        | ULTIMI 2  | PRIMO     | SALVO     | SALVO     | SALVO     | SALVO     | SALVO     | ULTIMI 2  | ULTIMI 2   | TERZO      | 2                   |
| Antonio                | SALVO     | SALVO        | SALVO     | SALVO     | SALVO     | ULTIMI 3  | SALVO     | PRIMO     | SALVO     | SALVO     | ELIMINATO  |            | 1                   |
| Alice                  | SALVA     | SALVA        | SALVA     | SALVA     | SALVA     | ULTIMI 3  | SALVA     | ULTIMI 3  | ULTIMI 3  | ELIMINATA |            |            | 0                   |
| Erika                  | SALVA     | SALVA        | SALVA     | SALVA     | ULTIMI 3  | SALVA     | SALVA     | SALVA     | ELIMINATA |           |            |            | 0                   |
| Enrica                 | ULTIMI 3  | ULTIMI 3     | SALVA     | ULTIMI 3  | SALVA     | SALVA     | ULTIMI 3  | SALVA     | ELIMINATA |           |            |            | 0                   |
| Maria Chiara           | SALVA     | SALVA        | SALVA     | ULTIMI 3  | ULTIMI 3  | PRIMA     | ULTIMI 3  | ELIMINATA |           |           |            |            | 1                   |
| Claudio                | SALVO     | SALVO        | ULTIMI 3  | SALVO     | SALVO     | SALVO     | ELIMINATO |           |           |           |            |            | 0                   |
| Giacomo                | SALVO     | ULTIMI 3     | ULTIMI 3  | SALVO     | SALVO     | ELIMINATO |           |           |           |           |            |            | 0                   |
| Alfredo                | SALVO     | SALVO        | PRIMO     | SALVO     | ELIMINATO |           |           |           |           |           |            |            | 1                   |
| Mimma                  | ULTIMI 3  | SALVA        | SALVA     | ELIMINATA |           |           |           |           |           |           |            |            | 0                   |
| Stefano                | SALVO     | SALVO        | ELIMINATO |           |           |           |           |           |           |           |            |            | 0                   |
| Annamaria              | SALVA     | SALVA        | ELIMINATA |           |           |           |           |           |           |           |            |            | 0                   |
| Sergio                 | SALVO     | ELIMINATO    |           |           |           |           |           |           |           |           |            |            | 0                   |
| Riccardo               | ELIMINATO |              |           |           |           |           |           |           |           |           |            |            | 0                   |

Legenda:
     Il concorrente ha vinto la gara
     Il concorrente ha vinto il grembiule blu
     Il concorrente si classifica terzo
     Il concorrente è salvo e accede alla puntata successiva
     Il concorrente, al termine di una prova, o della puntata, figura tra gli ultimi 2 o 3 classificati ed è a rischio eliminazione, ma si salva
     Il concorrente è stato eliminato al termine della puntata
     Il concorrente ha perso la sfida finale
     Il concorrente figura tra gli ultimi 2 al termine della prova creativa, ed è a rischio eliminazione
     Il concorrente è stato eliminato al

## Riassunto episodi

### Episodio 1
Prima TV: 5 settembre 2014
- La prova di creatività: I concorrenti avevano tre ore e mezza di tempo per preparare trenta brioche con tre farciture differenti, due dolci e una salata.
- La prova tecnica: I concorrenti avevano un'ora e mezza di tempo per preparare una tarte Tatin e una salsa alla vaniglia di accompagnamento seguendo la ricetta di Ernst Knam. Dopo l'assaggio i due giudici hanno decretato che la torta migliore era la torta preparata da Roberta, mentre le due peggiori torte sono quelle di Enrica e Riccardo.
- Concorrente eliminato: I due giudici decidono che il migliore della puntata è Federico e che Riccardo deve lasciare la gara.

### Episodio 2
Prima TV: 12 settembre 2014
- La prova di creatività: I concorrenti avevano novanta minuti di tempo per preparare la loro versione del profiterole.
- La prova tecnica: I concorrenti avevano 2 giorni di tempo per preparare un dolce, il quale viene svelato solamente il secondo giorno. Il primo giorno, i concorrenti dovevano preparare la pasta sfoglia; il secondo giorno viene svelato che con la pasta sfoglia preparata il giorno precedente devono preparare una millefoglie, inoltre dovevano porre in cima alla millefoglie un disco di cioccolato preparato da Ernst Knam e scrivervi sopra, con il cioccolato bianco, la scritta "BAKE OFF". Dopo l'assaggio i due giudici hanno decretato che la torta migliore era la torta preparata da Maria Chiara, mentre la peggiore è quella di Enrica.
- Concorrente eliminato: I due giudici decidono che la migliore della puntata è Roberta e che Sergio deve lasciare la gara.

### Episodio 3
Prima TV: 19 settembre 2014
- La prova di creatività: Prima dell'inizio della prova, Benedetta Parodi comunica ai concorrenti che in questa puntata ci saranno due eliminati; la prima eliminazione verrà effettuata al termine della prova creativa e la seconda al termine della prova tecnica. Per la prova creativa i concorrenti avevano due ore e mezza di tempo per preparare la loro versione dello strudel.
- 1° Concorrente eliminato: Dopo l'assaggio da parte dei giudici, tre sono risultati gli strudel peggiori, ovvero quelli di Annamaria, di Federico e di Stefano. I giudici decidono che Annamaria deve lasciare la gara.
- La prova tecnica: I concorrenti avevano due ore e venti minuti di tempo per preparare una rainbow cake, ovvero una torta composta da sei pan di spagna aromatizzati con sei gusti differenti che portano ad avere sei pan di spagna colorati. Dopo l'assaggio i due giudici hanno decretato che la torta migliore era la torta preparata da Antonio, mentre la peggiore è quella di Giacomo.
- 2° Concorrente eliminato: I giudici decidono che il migliore della puntata è Alfredo e che il secondo eliminato è Stefano.

### Episodio 4
Prima TV: 26 settembre 2014
- La prova di creatività: I concorrenti avevano due ore di tempo per preparare due versioni della torta pere e cioccolato utilizzando gli stessi ingredienti. Alla fine della preparazione delle due versioni, viene comunicato ai concorrenti che i giudici assaggeranno solamente una delle due versioni. La scelta non verrà fatta dai giudici, ma dai concorrenti stessi.
- La prova tecnica: I concorrenti avevano un'ora e quaranta minuti di tempo per preparare 30 éclair con tre differenti farciture (crema pasticcera, crema ai lamponi e zabaione) e con tre glasse differenti. Dopo l'assaggio i due giudici hanno decretato che i migliori éclair sono quelli di Federico, mentre i peggiori sono quelli di Mimma.
- Concorrente eliminato: I giudici decidono che il migliore della puntata è Federico e che l'eliminata è Mimma.

### Episodio 5
Prima TV: 3 ottobre 2014
- La prova di creatività: I concorrenti avevano due ore di tempo per preparare la propria versione della torta Saint Honoré.
- La prova tecnica: I concorrenti avevano a disposizione tre ore di tempo per preparare un panettone gastronomico con cinque strati e tre farciture diverse, Il migliore della sfida è Federico mentre la peggiore è Erika.
- Concorrente eliminato: I giudici decidono che la migliore della puntata è Stephanie e che l'eliminato sia Alfredo.

### Episodio 6
- Prima TV: 10 ottobre 2014
  - La prova di creatività: I concorrenti avevano due ore di tempo per preparare la loro versione della love cake, ovvero una torta che ricordasse loro una persona amata a cui dedicarla.
  - La prova tecnica: I concorrenti avevano due ore di tempo per preparare la torta Alessandra, torta creata da Knam in onore della moglie. La migliore della sfida risulta essere Enrica mentre il peggiore è Giacomo.
  - Concorrente eliminato: I due giudici decidono che il migliore della puntata è Maria Chiara e che Giacomo deve lasciare la gara.

### Episodio 7
- Prima TV: 17 ottobre 2014
  - La prova di creatività: I nove concorrenti rimasti avevano il compito di preparare la loro versione dei bagel, proponendo una versione dolce e una versione salata, in un tempo totale di 3 ore di tempo.
  - La prova tecnica: I pasticceri dovevano preparare la versione della Zuppa inglese del Maestro Knam. La zuppa inglese di Alice viene dichiarata come la migliore, mentre quella di Claudio viene dichiarata la peggiore.
  - Concorrente eliminato: I due giudici nominano Stephanie come migliore della settimana e decidono di eliminare Claudio.

### Episodio 8
- Prima TV: 24 ottobre 2014
  - La prova di creatività: I concorrenti in questa prova hanno un'ora e mezza per preparare la loro versione della pastiera napoletana, con il pasticciere Davide Bellavia terzo giudice della prova.
  - La prova tecnica: Gli aspiranti pasticcieri, in un'ora e quaranta minuti, devono preparare la torta meringata al limone (lemon meringue pie), proposta dal maestro. La torta di Federico è quella migliore, mentre quella peggiore è di Alice.
  - Concorrente eliminato: I giudici decidono di nominare Antonio come migliore della settimana e di eliminare dalla competizione Maria Chiara.

### Episodio 9
Prima TV: 31 ottobre 2014
- La prova di creatività: I concorrenti hanno avuto due ore di tempo per preparare una torta salata, senza vincoli nell'utilizzo di impasti o ingredienti.
- La prova tecnica: I concorrenti hanno avuto due ore e un quarto di tempo per preparare una torta scacchi nella versione di Ernst Knam. Federico è risultato il migliore, mentre le torte peggiori sono state quelle di Enrica ed Alice.
- Concorrente eliminato: La puntata è stata a doppia eliminazione. Le tre peggiori, Erika, Alice ed Enrica, sono state invitate dai giudici a preparare un soufflé in 20 minuti, come una sorta di spareggio per scegliere la migliore delle tre, ed eliminare le altre due. Al termine di quest'ultima prova, i giudici hanno scelto di eliminare Erika ed Enrica. La migliore della puntata è Roberta.

### Episodio 10
Prima TV: 7 novembre 2014
- La prova di creatività: I cinque concorrenti hanno dovuto preparare, in due ore, le proprie versioni dei cantucci (2 gusti) e dei brutti ma buoni (3 gusti). Ci sono state varie critiche in generale da parte dei giudici e nessuno è stato lodato particolarmente.
- La prova tecnica: I concorrenti, dopo una breve lezione di decorazione da parte di Knam, hanno avuto il compito di preparare in un'ora e mezzo la torta mocaccina, un dolce opera del Maestro che richiede un'ottima capacità tecnica. L'ultimo classificato è stato Antonio, mentre Stephanie si è piazzata prima.
- Concorrente eliminato: I giudici non hanno avuto dubbio sulla nomina di Stephanie come migliore della puntata e successivamente hanno eliminato Alice.

### Episodio 11
Prima TV: 14 novembre 2014
- La prova di creatività: I quattro semifinalisti in questa prova hanno avuto l'occasione di riscattarsi preparando un dolce col quale nel corso della competizione avevano fallito. Quindi Antonio prepara in 2 ore i cantucci e i brutti ma buoni, Federico in 1 ora e 40 minuti lo strudel, Roberta in 2 ore e mezza la torta Saint Honorè e Stephanie in 2 ore il profiterole. I commenti complessivamente sono positivi.
- La prova tecnica: Il dolce da preparare nella prova tecnica di questa settimana è stata la torta Foresta Nera, un dolce tedesco richiedente varie capacità tecniche come il temperamento del cioccolato. Ultimo in classifica è Federico, Antonio è terzo, Roberta seconda e Stephanie prima.
- Concorrente eliminato: Stephanie si è riconfermata migliore della settimana tenendosi il grembiule blu e Antonio è stato eliminato dopo un'attenta decisione.

### Episodio 12
Prima TV: 21 novembre 2014 
- La prova di creatività: Prima dell'inizio delle prove, Benedetta Parodi annuncia che questa ultima puntata sarà composta da tre prove divise in due giorni e che al termine della prima prova, un concorrente verrà eliminato.  I concorrenti devono realizzare la loro versione di 50 mini pasticcini: 10 bignè, 10 crostatine, 10 baci di dama, 10 mini plum cake e 10 mini madeleine. l termine di questa prima prova, i giudici decidono che Federico deve lasciare la gara.
- La prova tecnica: Le due finaliste devono realizzare, in tre ore di tempo e seguendo la ricetta di Knam, uno dei dolci più difficili che Knam abbia realizzato, al quale, visto la complessità di esecuzione non ha dato un nome vero e proprio, ma lo ha chiamato semplicemente "Dolce".
- Prova finale: Come prova finale, le due ragazze devono realizzare in due ore di tempo, il loro cavallo di battaglia, ovvero la torta che le rappresenta e che riesce meglio loro.
- Vincitrice: La vincitrice della seconda edizione di Bake Off Italia - Dolci in forno secondo i giudici è Roberta.
- Ospite d' eccezione: Bartolo "Buddy" Valastro, alias Il boss delle torte.

## Ascolti
La prima puntata ha ottenuto 1,4 milioni di spettatori e il 6,1% di share, e la finale ha ottenuto 1,5 milioni di spettatori e il 5,6%, dati ottenuti grazie alla trasmissione in simulcast su tutti i canali free del gruppo Discovery Communications (DMAX, Giallo, Focus, K2 e Frisbee).
| Puntata    | Data              | Telespettatori | Share | Ospiti         |
| ---------- | ----------------- | -------------- | ----- | -------------- |
| 1          | 5 settembre 2014  | 900.851        | 3,92% | -              |
| 2          | 12 settembre 2014 | 796.210        | 3,40% | -              |
| 3          | 19 settembre 2014 | 907.324        | 3.60% | -              |
| 4          | 26 settembre 2014 | 682.032        | 2,64% | -              |
| 5          | 3 ottobre 2014    | 741.000        | 2,79% | -              |
| 6          | 10 ottobre 2014   | 711.801        | 2,50% | -              |
| 7          | 17 ottobre 2014   | 798.752        | 2,71% | -              |
| 8          | 24 ottobre 2014   | 812.286        | 3,00% | -              |
| 9          | 31 ottobre 2014   | 548.000        | 2,20% | -              |
| 10         | 7 novembre 2014   | 926.000        | 3,30% | -              |
| Semifinale | 14 novembre 2014  | 862.000        | 3,00% | -              |
| Finale     | 21 novembre 2014  | 1.237.000      | 4,50% | Buddy Valastro |
| Media      | Media             | 827.000        | 3,13% |                |

- Con 900.851 telespettatori, la premiere di questa edizione risulta la più vista nella storia del programma.